# Hảo Hảo
Hảo Hảo là một thương hiệu mì ăn liền được tạo ra bởi Acecook Việt Nam, ra mắt lần đầu trên thị trường từ những năm thập niên 2000. Với 8 hương vị khác nhau, tính đến năm 2021, Hảo Hảo đã được công nhận là một trong những thương hiệu mì ăn liền được tiêu thụ nhiều nhất tại Việt Nam trong suốt 21 năm (2000–2021) với doanh số lên đến 30 tỷ gói mì. Dù phổ biến rộng rãi, Hảo Hảo vẫn vấp phải nhiều chỉ trích khi bị cho là ảnh hưởng đến sức khỏe vì có thể đốt cháy và chứa chất gây ung thư.

## Lịch sử
Acecook Việt Nam ban đầu thành lập ngày 15 tháng 12 năm 1993 dưới tên Liên Doanh Vifon Acecook. Sớm sau đó, các sản phẩm của công ty đã được tiêu thụ tại Thành phố Hồ Chí Minh. Vào tháng 9 năm 2000, mì Hảo Hảo chính thức ra đời với hai hương vị đầu tiên là gà và nấm. Đến tháng 7 năm 2002, hương vị tôm chua cay của mì ra mắt và trở nên phổ biến.

## Tổng quan
Một gói mì Hảo Hảo thường bao gồm vắt mì, một gói dầu và gói gia vị. Ngoài sáu hương vị mì nước là tôm chua cay, sa tế hành tím, gà vàng, sườn heo tỏi phi, chay rau nấm và kim chi còn có các loại mì xào gồm tôm hành, tôm xào chua ngọt và mì ly.

## Ảnh hưởng
Thương hiệu mì Hảo Hảo kể từ khi ra mắt đã nhanh chóng trở nên phổ biến và là biểu trưng quen thuộc cho các loại mì nói chung tại Việt Nam. Lý do cho sự phổ biến này là vì sản phẩm có giá thành rẻ, dễ no và nhiều hương vị đa dạng. Theo thống kê của Kantar Worldpanel năm 2019, Hảo Hảo là một trong bốn thương hiệu mì gói lọt top 10 thương hiệu thực phẩm được người tiêu dùng bình chọn nhiều nhất tại nông thôn và là thương hiệu mì gói duy nhất người tiêu dùng thành thị bình chọn. Trong Danh sách Top 1000 Thương hiệu hàng đầu châu Á năm 2017 do Nielsen thực hiện, Hảo Hảo đã đứng thứ năm trong số 11 thương hiệu Việt Nam có mặt tại bảng xếp hạng. Phổ biến đến hơn 47 quốc gia và vùng lãnh thổ trên thế giới, cho tới năm 2020, tổng doanh số bán ra của Hảo Hảo đã lên đến hơn 20 tỷ gói. Tổ chức Kỷ lục Việt Nam cũng xác lập kỷ lục "Sản phẩm mì gói có số lượng tiêu thụ nhiều nhất Việt Nam trong suốt 18 năm" (2000-2018) đối với mì Hảo Hảo với doanh số gần 20 tỷ gói mì và là thương hiệu đầu tiên bán ra thị trường 30 tỷ gói mì tính đến năm 2021.
Để đáp ứng nhu cầu của người tiêu dùng, mì ly Handy Hảo Hảo đã chính thức ra mắt vào ngày 25 tháng 7 năm 2016. Cũng sau đó sản phẩm mì ly mini của Handy Hảo Hảo lên kệ từ ngày 18 tháng 6 năm 2020. Đặc biệt, gói gia vị của mì được coi là "tuổi thơ" đối với nhiều người. Vào ngày 9 tháng 4 năm 2020, muối chấm Hảo Hảo đã được công bố sản xuất theo hũ với khối lượng 120 gam và 24 hũ một thùng. Phiên bản Hảo Hảo Big100, với khối lượng tịnh to hơn bản gốc 30%, cũng phát hành vào tháng 5 năm 2024.

## Tranh cãi

### Nghi vấn an toàn sức khỏe
Hảo Hảo từng dính phải nhiều nghi vấn về độ an toàn sức khỏe khi xuất hiện những đoạn clip cho thấy vắt mì có thể đốt cháy. Tuy nhiên điều này sau đó sớm bị bác bỏ với lý do vắt mì đã được sấy khô và có độ ẩm thấp nên dễ cháy. Vào tháng 8 năm 2021, Cơ quan An toàn thực phẩm Ireland (FSAI) đã ra thông báo thu hồi sản phẩm vì chứa Ethylen oxide, một chất có thể gây ung thư, dấy lên nhiều tranh cãi về việc liệu có ảnh hưởng đến người tiêu dùng nội địa. Đại diện công ty Acecook Việt Nam nhanh chóng lên tiếng rằng lô hàng bị nhiễm độc là hàng xuất khẩu còn hàng nội địa là lô riêng. Bộ Công Thương sau đó đã vào cuộc điều tra, rà soát toàn bộ danh mục sản phẩm do công ty sản xuất, kiểm tra xác minh làm rõ quy trình sản xuất và xác định các vi phạm nếu có để bảo vệ quyền lợi người tiêu dùng theo quy định của Luật an toàn thực phẩm. Sau vụ việc, Phó Thủ tướng Vũ Đức Đam yêu cầu Bộ Y tế khẩn trương ban hành quy chuẩn về mức giới hạn của chất Ethylen oxide trong thực phẩm.
Đến tháng 12 cùng năm, các lô mì của công ty Acecook Việt Nam, trong đó có Hảo Hảo, đã được công ty chủ động thu hồi lại vì chứa 2-Chloroetanol, một chất chuyển hoá từ Ethylen oxide, vượt ngưỡng cho phép theo tiêu chuẩn của EU. Việc thu hồi những lô sản phẩm này được yêu cầu thực hiện trước ngày 31 tháng 1 năm 2022. Bộ Công Thương Việt Nam cho biết rằng những lô mì này đã đem đi xuất khẩu từ tháng 7.

### Tranh chấp nhãn hiệu
Vào tháng 4 năm 2015, Acecook Việt Nam đã gửi đơn khởi kiện đến Tòa án nhân dân tỉnh Bình Dương để kiện Công ty cổ phần thực phẩm Á Châu (Asia Foods) vì hành vi "xâm phạm quyền sở hữu công nghiệp" đối với nhãn hiệu Hảo Hảo. Trước đó, hình biểu trưng của gói mì Hảo Hảo là tô mì có hai con tôm lớn nằm nổi bật giữa tô mì đã được đăng ký từ năm 2003 với màu sắc chính là đỏ, hồng. Asia Foods cũng đăng ký bản quyền đối với nhãn hiệu mì Hảo Hạng của mình từ năm 2006 và được bảo hộ. Tuy nhiên, trong mẫu đăng ký này, hình hai con tôm không nằm nổi lên giữa tô mì mà chỉ chiếm diện tích một góc tô mì và có màu sắc chủ đạo là đỏ, vàng cam, hoàn toàn khác thiết kế đang được phổ biến trên thị trường với màu sắc đỏ sẫm khá giống với mì Hảo Hảo. Trong phiên tòa xét xử vào cuối năm 2016, tòa án đã tuyên bố Asia Foods có hành vi xâm phạm về sở hữu trí tuệ đối với Acecook. Sau bản án này, nguyên đơn đã kháng cáo, yêu cầu tăng tiền bồi thường, còn bên bị đơn kháng cáo toàn bộ bản án sơ thẩm. Tuy nhiên tại phiên tòa phúc thẩm, bên bị đơn lại bất ngờ rút đơn kháng cáo và đồng ý sẽ ngưng sản xuất mì Hảo Hạng, vụ kiện sau đó cũng bị đình chỉ.